# BMP-1

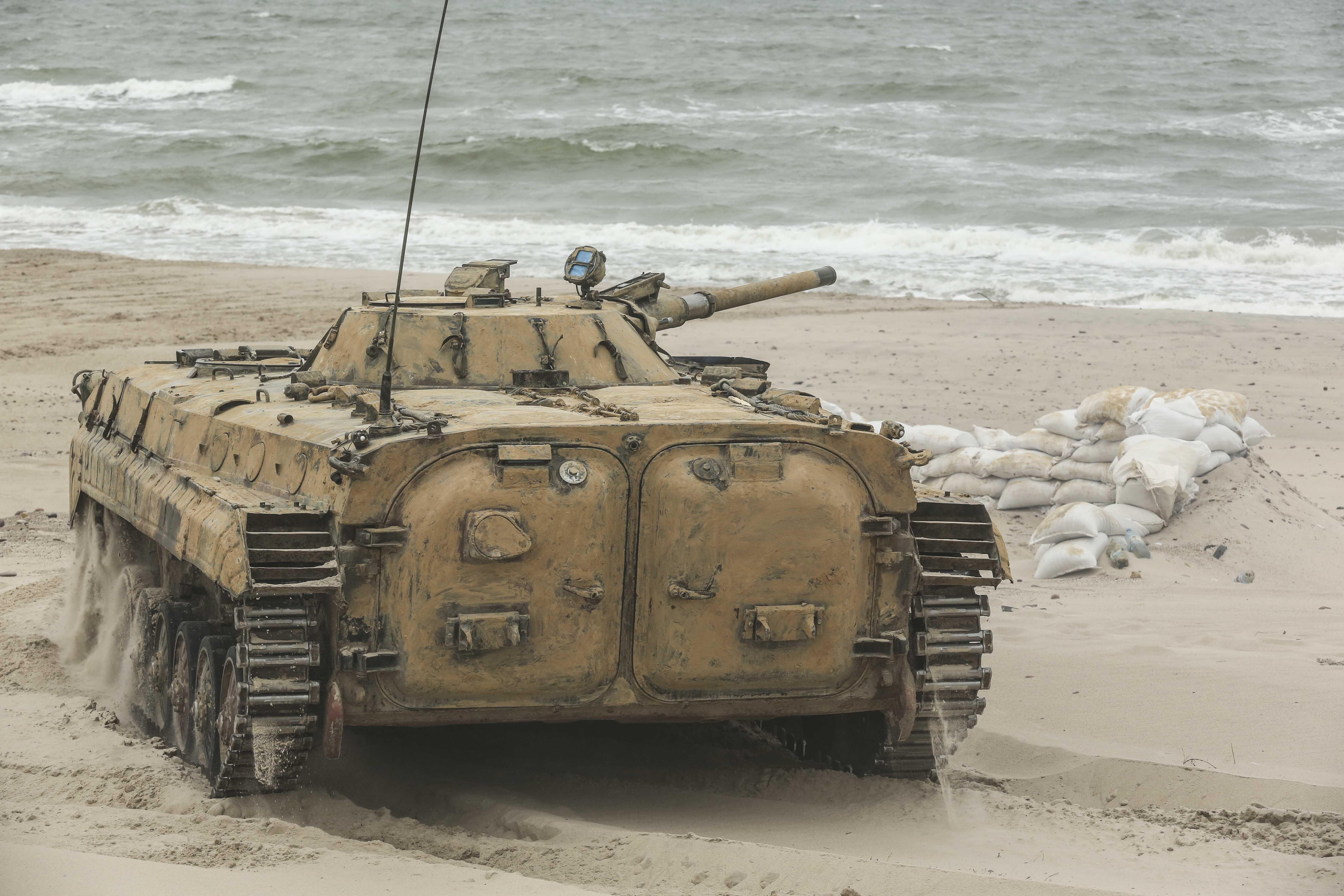
BMP-1 Wojska Polskiego

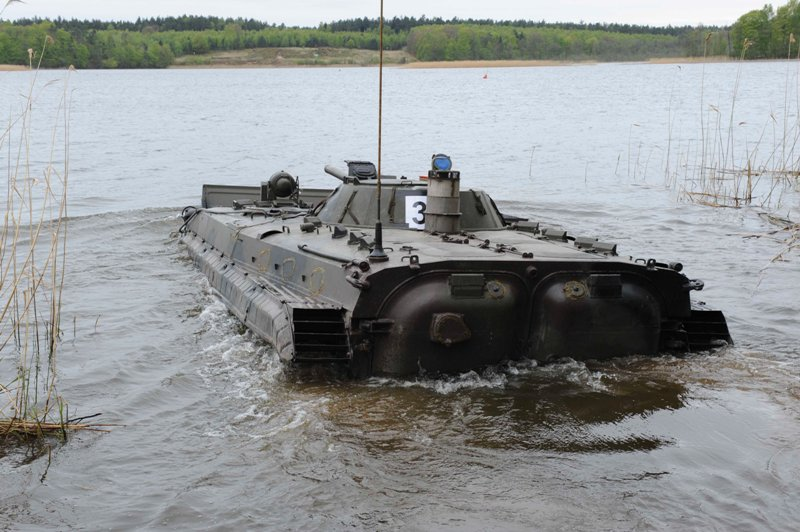
BMP-1 podczas brodzenia w jeziorze

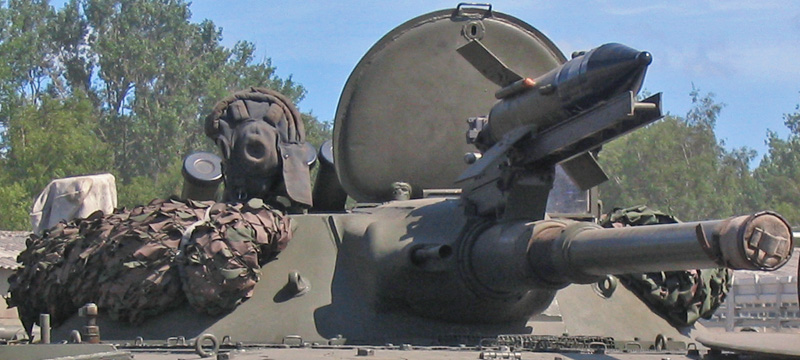
Detale wieżyczki BPzV

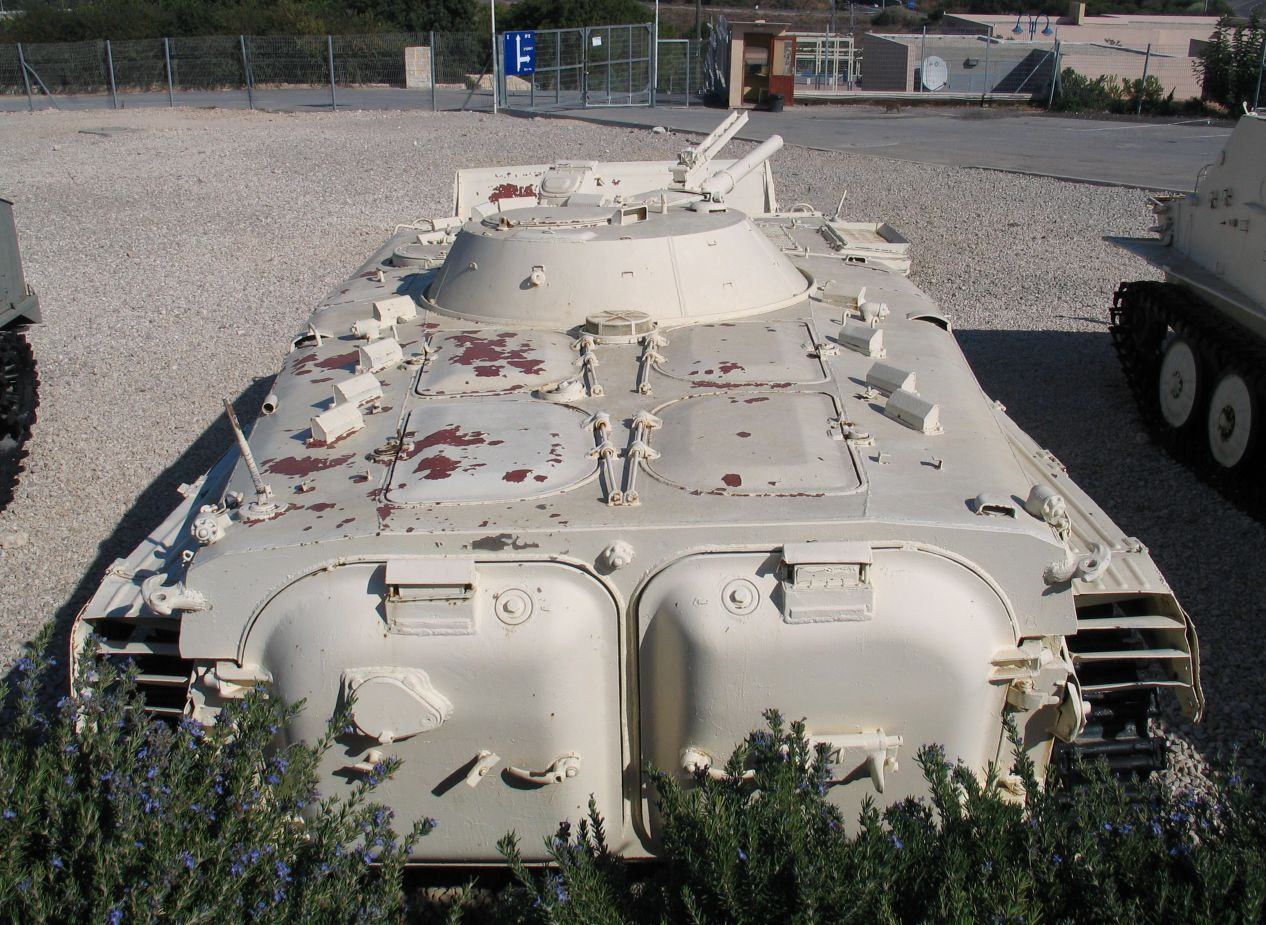
Widok na BMP-1 z tyłu. Włazy żołnierzy desantu, luki przeciwlotnicze i przedział bojowy

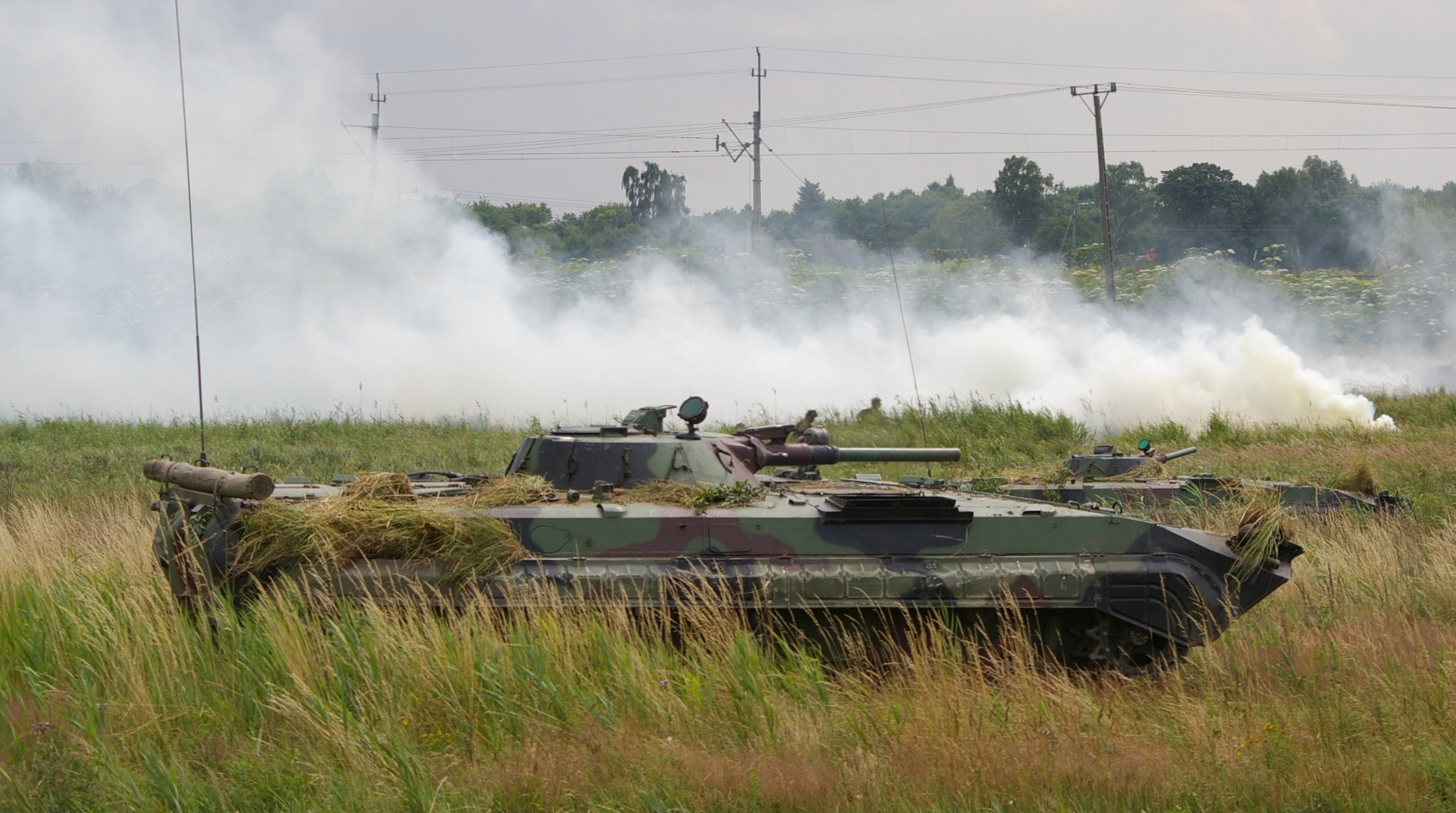
BMP-1 pozostaje w czynnej służbie w Wojsku Polskim

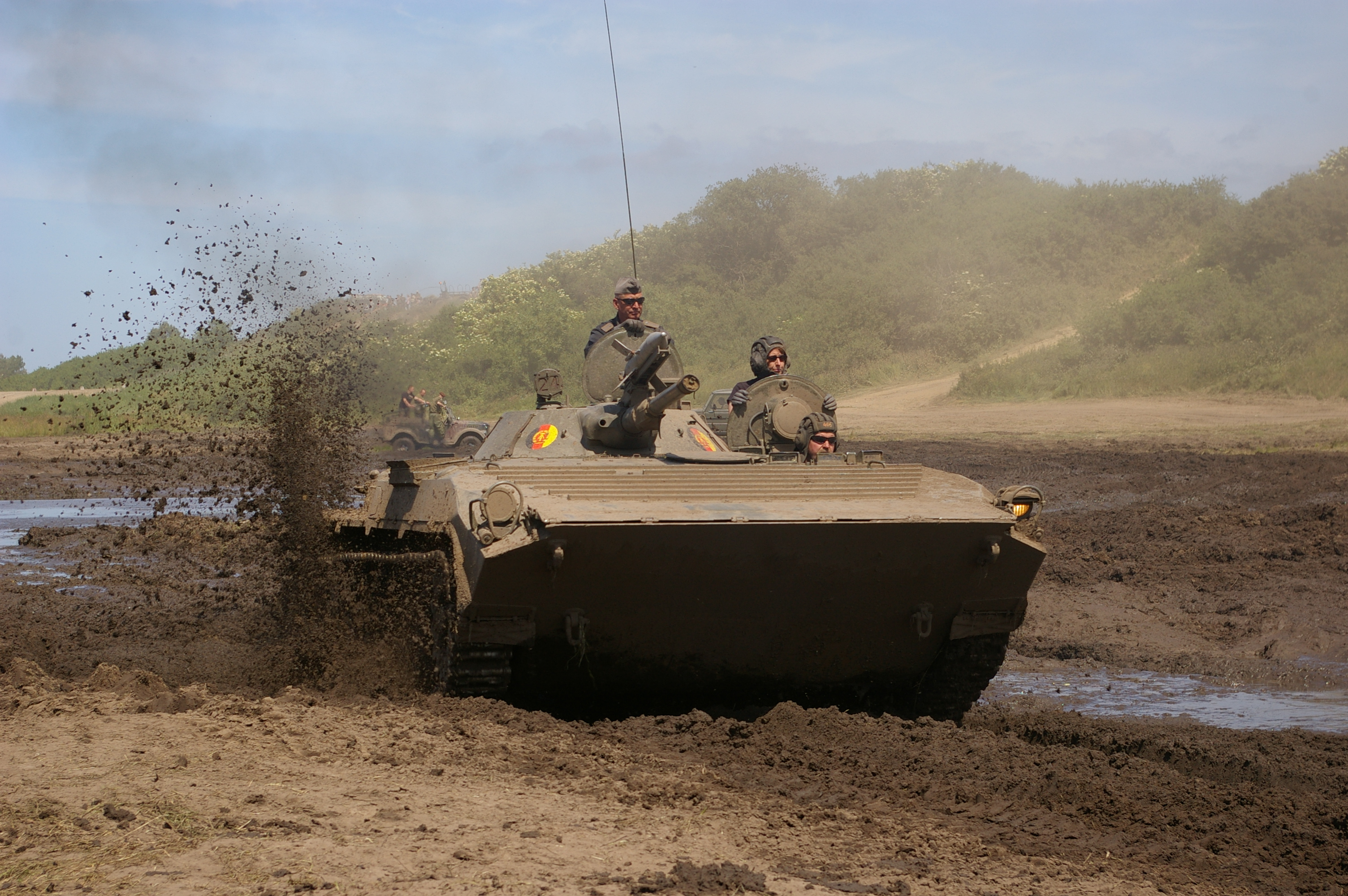
BMP-1 są popularne wśród pasjonatów dawnej techniki wojskowej – wiele pojazdów znajduje się w prywatnych rękach i bierze udział w różnego rodzaju zlotach

BMP-1 (w Polsce oznaczony BWP-1) – radziecki bojowy wóz piechoty. Wprowadzony do uzbrojenia w 1966 roku.
Był nowatorską konstrukcją i uważany jest za pierwszy skonstruowany od podstaw i produkowany seryjnie bojowy wóz piechoty na świecie.

## Historia
W drugiej połowie lat 50. XX wieku coraz większym zagrożeniem dla pojazdów pancernych stawały się przeciwpancerne pociski kierowane (ppk). Główne uzbrojenie czołgów, armata o kalibrze ok. 100 mm słabo nadawała się do zwalczania stanowisk ppk. Także transportery opancerzone przewożące osłaniającą czołgi piechotę, z powodu słabego uzbrojenia (karabin maszynowy 7,62 – 14,5 mm), nie były w stanie zapewnić skutecznej osłony atakującym czołgom. Ćwiczenia wykazały, że jedyną skuteczną taktyką jest możliwie wczesne spieszenie przewożonej piechoty, która niszczyła wykryte stanowiska ppk. Taka taktyka zmniejszała jednak szybkość natarcia i w praktyce degradowała czołgi do roli pojazdów wspierających.
Pod koniec lat 50. w ZSRR postanowiono opracować nowy pojazd opancerzony przeznaczony do transportu piechoty. W odróżnieniu od standardowego w tym czasie BTR-50P miał on otrzymać silne uzbrojenie składające się oprócz karabinu maszynowego z armaty i wyrzutni ppk. Prace rozpoczęto w 1960 roku. W 1964 roku biuro konstrukcyjne Czelabińskiej Fabryki Traktorów kierowane przez P. Isakowa przedstawiło prototyp oznaczony jako Obiekt 764, a w kolejnym roku ulepszony Obiekt 765. Po próbach z innymi pojazdami, w 1966 roku Obiekt 765 został przyjęty do uzbrojenia jako BMP-1 (Боевая Машина Пехоты, bojewaja maszina piechoty, ros. Bojowy Wóz Piechoty), znany też początkowo jako BMP-765. Nowy pojazd miał niski kadłub o silnie pochylonych płytach pancerza czołowego. Pancerz przedni był odporny na ostrzał pociskami kalibru 12,7 mm. Taką odporność uznano za wystarczającą, ponieważ w momencie wprowadzenia do uzbrojenia BMP-1 podstawowym uzbrojeniem lekkich pojazdów opancerzonych NATO (potencjalnego przeciwnika) był karabin maszynowy M2 kalibru 12,7 × 99 mm NATO. Opancerzenie boczne i tyłu pojazdu zapewniało ochronę przed ostrzałem z broni kalibru 7,62 × 51 mm NATO. Dzięki stosunkowo słabemu opancerzeniu i w związku z tym niskiej masie pojazd miał możliwość pływania z marszu (bez wcześniejszego przygotowania).
Z uwagi na umieszczenie przedziału desantu w tylnej części pojazdu, grupa desantowa mogła opuszczać pojazd dwoma drzwiami tylnymi lub czterema włazami górnymi. Żołnierze desantu siedzieli plecami do siebie i mogli prowadzić ogień z broni osobistej przez otwory strzelnicze w burtach i drzwiach pojazdu. Stanowisko dowódcy umieszczono za stanowiskiem kierowcy, przed obracaną elektrycznie, jednoosobową wieżą. Uzbrojenie wozu składało się z gładkolufowej armaty 73 mm 2A28 Grom, sprzężonego karabinu maszynowego PKT i wyrzutni ppk Malutka. Wprowadzony do uzbrojenia w 1961 roku ppk 9M14 zapewniał przebicie pancerza o grubości 400–450 mm, mając przy tym zasięg maksymalny 3000 metrów, ograniczony długością przewodu sterującego nawiniętego na szpuli znajdującej się wewnątrz pocisku. Sprawiało to że nowy pojazd mógł skutecznie zwalczać wszystkie czołgi podstawowe (MBT) armii NATO.
Duża odległość minimalna odpalenia ppk Malutka (500 m) spowodowała, że BMP-1 musiał być uzbrojony w działo umożliwiające skuteczne zwalczanie celów opancerzonych na krótszych odległościach – dlatego uzbrojono go w gładkolufową armatę 2A28, kalibru 73 mm. Armata ładowana była przy pomocy automatu ładowania lub ręcznie. Naboje znajdowały się w obsługiwanym przez automat magazynie karuzelowym. Duża awaryjność automatu ładowania i brak poczucia bezpieczeństwa działonowego-operatora, któremu podczas ładowania armaty groziło urwanie ręki, a także niska szybkostrzelność osiągana przy pomocy automatu ładowania (ok. 8 strz./min) spowodowała, że część wozów (np. fińskie) miała zdemontowane to urządzenie i armata była ładowana tylko ręcznie. Z automatu ładowania zrezygnowano ostatecznie w 1974, po wprowadzeniu na uzbrojenie wozu nabojów odłamkowo-burzących, które nie mogły być ładowane automatycznie, chociaż w dalszym ciągu wykorzystywany jest magazyn karuzelowy.

## Wersje produkcyjne i pojazdy pochodne
- BMP-1 (w Polsce: BWP-1) – wersja podstawowa z działem 73 mm; z tym samym oznaczeniem występuje również wersja z ograniczonym lewym przedziałem desantowym – zamiast czterech – dwa miejsca, w której na stalowej ramie została zamontowana radiostacja. Wóz w tej wersji używany jest jako wóz dowódcy kompanii, batalionu (bataliony zmechanizowane) lub plutonu (np. bataliony i kompanie saperów)
- BRM-1 (BMP-R) – wariant zwiadowczy – z powiększoną wieżą, lecz bez wyrzutni przeciwpancernych pocisków kierowanych.
- BRM-1K (w Polsce: BWR-1K) – wariant zwiadowczy, z radarem PSNR-5K (inna nazwa 1RL-133-1)
- BMP-1KSz – wóz dowodzenia; używany na poziomie pułku-dywizji, nie posiada uzbrojenia (od 1976)[1]
- BMP-1P – z wyrzutnia przeciwpancernych pocisków kierowanych 9M113 Konkurs (od 1979)[1]
- BMP-1PK – wariant wozu dowodzenia BMP-1P.
- PRP-3 – wóz rozpoznania artyleryjskiego. Posiada wieżę z radarem artyleryjskim. W armii rosyjskiej w każdym batalionie haubic 2S1 Goździk i 2S3 Akacja jest jeden PRP-3.
- IRM (inżeniernaja razwiedywatielnaja maszyna) – wóz inżynieryjny używany do rozpoznania inżynieryjnego i rozminowywania, posiada wydłużony kadłub z siedmioma parami kół nośnych.
- BMP-PPO – wóz do szkolenia kierowców BMP-1.
- VPV – czeski wóz zabezpieczenia technicznego.
- BPzV (w Polsce: BWR-1S) – czeski wariant zwiadowczy
- OT-90 – czechosłowacki transporter opancerzony wykorzystujący podwozie i kadłub BMP-1.
- MLI-84 – wersja rumuńska o wydłużonym kadłubie.
- BMP-1U – ukraińska modernizacja BMP-1 z modułem wieżowym KBA-105 Szkwał oraz przyrządami obserwacyjno-celowniczymi i system kierowania ogniem produkcji ukraińskiej[2]
- BREM-2 – radziecki wóz zabezpieczenia technicznego (od 1982)
- BMP-1AM Basurmanin – rosyjska modernizacja BMP-1 z zdalnie sterowaną wieżą BPPU-1 znaną z transportera opancerzonego BTR-82A, wyposażoną w armatę 2A72 kal. 30 mm oraz system ppk 9K115 Metys. Zainstalowano też nowy silnik UTD-20S1 o mocy 300KM i radiostacje R-168-25U-2 (od 2020)[3]

## Opis
BMP-1 jest bojowym wozem piechoty przeznaczonym do współdziałania z czołgami. Stanowi wyposażenie oddziałów piechoty zmechanizowanej. Jest zdolny do przewożenia piechoty, zapewniając jej zabezpieczenie przed pociskami broni ręcznej oraz wsparcie ogniowe, gdy przystępuje ona do działania poza pojazdem.
Załogę BMP-1 tworzą: dowódca, działonowy-operator, kierowca i ośmiu żołnierzy desantu. Kierowca i dowódca zajmują miejsce w przedziale kierowania (jeden za drugim), działonowy w wieży (przedział bojowy) znajdującej się w centralnej części wozu, żołnierze desantu w przeznaczonych dla nich dwóch przedziałach umieszczonych w tylnej części pojazdu. W przedniej części kadłuba znajduje się przedział napędowy z silnikiem.
Kadłub BMP-1 tworzy sztywną skrzynię zespawaną ze stalowych blach o grubości:
- przednia górna część kadłuba – 7 mm (80°)
- przednia dolna część kadłuba – 19 mm (57°)
- górna część burty – 16 mm (14°)
- dolna część burty – 18 mm (0°)
- tylna ścianka kadłuba – 16 mm (19°)
- strop kadłuba – 6 mm (90°)

Wieża zespawana jest z blach stalowych o grubości:
- przód wieży – 23 mm (42°)
- boki wieży – 19 mm (30°)
- tył wieży – 13 mm (30°)
- strop wieży – 6 mm (90°)

W wieży znajduje się zasadnicze uzbrojenie wozu: 73 mm armata 2A28 Grom i sprzężony z nią karabin maszynowy PKT. Uzbrojenie może być wychylane w zakresie kątów –4°/+33° i nie jest stabilizowane. Armata 2A28 jest ładowana przez automat ładowania (Maszyna Załadunkowa tzw. MZ – ros. M3) lub ręcznie. Odległość strzału bezwzględnego dla armaty przy strzelaniu pociskiem PG 15W do celu o wysokości 2 m wynosi 765 m. Nad lufą armaty zamocowana jest wyrzutnia 9S415 przeciwpancernych pocisków kierowanych 9M14M Malutka ładowana z wnętrza wieży przez mały właz. Na bokach wieży są często mocowane wyrzutnie granatów dymnych 902W Tucza. Do celowania służy dzienno-nocny celownik 1PN22M2, a obserwację poza polem widzenia celownika zapewniają peryskopy TNPO-170A.
Zapas amunicji zmagazynowanej w karuzeli automatu ładowania wynosi 40 sztuk. Amunicja do armaty 2A28 jest podobna do zastosowanej w ciężkim granatniku przeciwpancernym SPG-9 a stanowią ją granaty:
- PG15W – przeciwpancerny (kumulacyjny)
- OG15W – odłamkowy (wprowadzony w 1974)[1].

Zapas amunicji do km PKT wynosi 2000 sztuk. W wieży i kadłubie przewożone są także 4 pociski 9M14M Malutka.
Napęd BMP-1 stanowi 6-cylindrowy, czterosuwowy, wysokoprężny, o pojemności 15 800 cm³, zbudowany w układzie V, niedoładowany, chłodzony cieczą silnik UTD-20. Moc przy 2600 obr./min wynosi 300 KM. Moc z silnika na koła napędowe jest przenoszona przy pomocy sterowanego mechanicznie i hydraulicznie mechanicznego układu przeniesienia mocy. Mechanizm przenoszenia mocy umożliwia ruch wozu do przodu, do tyłu, hamowanie oraz skręcanie. Skrzynia biegów pięciobiegowa (pięć biegów do przodu + bieg wsteczny). Łączny zapas paliwa wynosi 462 dm³, 350 dm³ w zbiorniku głównym oraz 50 dm³ w lewym włazie desantu i 60 dm³ w prawym, pozostałe 2 dm³ mieszczą pompy paliwa oraz przewody zasilające silnik w paliwo.
BMP-1 ma zawieszenie niezależne na wałkach skrętnych. Każde z 12 kół jezdnych jest połączone za pomocą wahacza wleczonego z wałkiem skrętnym. Wahacze pierwszej i ostatniej pary kół nośnych są dodatkowo zamocowane do teleskopowych amortyzatorów hydraulicznych dwustronnego działania oraz posiadają sprężynowy ogranicznik skoku. Koła 2 i 5 pary posiadają odbojnik gumowy. Napęd z silnika jest przekazywany na znajdujące się w przedniej części pojazdu koła napędowe. Z tyłu pojazdu znajdują się koła napinające. Pojazd ma dwie gąsienice o szerokości 300 mm, lub 320 mm, każda nowa składa się z 84 ogniw.

## Służba
W momencie przyjęcia do uzbrojenia BMP-1 był konstrukcją rewolucyjną, pierwszym bojowym wozem piechoty. W Armii Radzieckiej pojazd był używany w batalionach zmotoryzowanych wchodzących w skład pułków czołgów. W typowych zmotoryzowanych dywizjach piechoty jeden pułk posiadał wozy BMP, następne dwa pułki – transportery opancerzone BTR.
Konflikty lokalne w czasie których użyto BMP-1 wykazały, że pojazd ten posiada kilka istotnych wad. Umieszczenie zbiorników paliwa w tylnych drzwiach sprawiło, że BMP-1 był bardzo wrażliwy na ostrzał z tyłu. Opancerzenie boczne, choć teoretycznie odporne na ostrzał prowadzony z broni kalibru 7,62 mm, także okazało się zbyt słabe i częste były przypadki przebicia pancerza bocznego przez pociski karabinów maszynowych. Dużą wadą okazał się także niewielki kąt podniesienia armaty 2A28 uniemożliwiający użycie głównego uzbrojenia przeciwko bliskim, wysoko położonym celom. Przez pierwsze lata armata nie dysponowała amunicją odłamkową do zwalczania celów żywych, co poprawiono od 1974 roku. Wystrzeliwane z armaty 2A28 pociski kumulacyjne i odłamkowe miały niską prędkość lotu, co sprawiało, że armata nie sprawdzała się przy silnym wietrze.
Szybki postęp techniczny w latach 60. i 70. sprawił, że BMP-1 szybko stał się konstrukcją przestarzałą. Dotyczyło to szczególnie uzbrojenia. Pod koniec lat 60. pojawiły się nowe typy ppk. Były one szybsze, miały wyższą przebijalność, a przede wszystkim ich minimalna odległość odpalania spadła do 50 m. W rezultacie w uzbrojeniu armii NATO pojawiły się na początku lat 70. bwp (M2 Bradley, AMX-10P, Marder) wyposażone w nowe ppk i działka o kalibrze 20 mm. Nie miały one wad armaty 2A28, pozwalały na prowadzenie skutecznego ognia przeciw celom lekkoopancerzonym a wysoki kąt podniesienia pozwalał używać ich przeciwko celom latającym.
Odpowiedzią ZSRR było rozpoczęcie prac nad nowym bwp – późniejszym BMP-2 i rozpoczęcie modernizacji części BMP-1. Okazało się jednak że konstrukcja BMP-1 jest bardzo mało podatna na modernizacje. Dlatego wozy zmodernizowane do standardu izd. 765Sp4 (czasem oznaczane jako BMP-1P) wprowadzone do uzbrojenia w 1979 roku poza zdemontowaniem wyrzutni ppk Malutka i zastąpieniem jej zamontowaną na wieży wyrzutnią 9P135M umożliwiającą odpalanie pocisków ppk 9M111 Fagot (AT-4 Spigot) lub 9M113 Konkurs (AT-5 Spandrel) nie różnią się od pojazdów nie zmodernizowanych. Później po wprowadzeniu do uzbrojenia BMD-2 pojawił się pomysł zastąpienia wieży wozu BMP-1 kompletną wieżą tego wozu ale ostatecznie z pomysłu tego zrezygnowano.
Specyficzną odmianą był BMP-1D przystosowany do służby w Afganistanie. Pojazdy tej wersji są wyposażone w fartuchy osłaniające górną część układu jezdnego, dodatkowe opancerzenie burt, i strzelnice w górnych włazach przedziału desantowego. Zbiorniki paliwa w tylnych drzwiach BMP-1D były wypełniane piaskiem. Wozy tej wersji nie mogły pływać, miały mniejszy zasięg, ale były znacznie odporniejsze na ostrzał.
Poza ZSRR licencję na BMP-1 zakupiła Czechosłowacja i Rumunia. W Czechosłowacji budowane były wozy identyczne z radzieckimi, opracowano także zwiadowczą wersję BPzV. W Rumunii zdecydowano się wprowadzić do radzieckiego projektu znaczne zmiany (zmieniono między innymi silnik) w rezultacie rumuński MLI-84 jest dłuższy. BMP-1 stał się także wzorem dla chińskiego WZ-501 zewnętrznie prawie identycznego z wozem radzieckim. Poza armią rosyjską BMP-1 znajduje się między innymi na uzbrojeniu armii polskiej (BWP-1), czeskiej i słowackiej (BVP-1), irackiej. Greckie BMP-1, gdy odbierano je z Niemiec, pozyskane po rozwiązanych siłach zbrojnych NRD, wyposażone były w ppk 9K113 Konkurs". Po prawie 30 latach służby w Grecji, po remoncie, przekazywane są aktualnie do Egiptu. 
Obecnie BMP-1 jest już mało skuteczny podczas starcia z takimi bojowymi wozami piechoty jak amerykański M2 Bradley, czy brytyjski FV510 Warrior. Jest również zupełnie bezradny w starciu z nowoczesnymi czołgami. Cienki pancerz ulega przebiciu przez nowoczesne pociski przeciwpancerne wystrzeliwane ze stabilizowanych armat automatycznych montowanych w zachodnich pojazdach. Co prawda armata 73 mm ciągle potrafi jeszcze przebić pancerz zachodniego wozu piechoty, ale jej celność jest niska w porównaniu z nowoczesnymi konstrukcjami, zwłaszcza w ruchu. Pociski AT-3 Sagger są bardzo trudne w użyciu, gdyż posiadają system naprowadzania pierwszej generacji, który nie dorównuje już nowoczesnym standardom.  

### Zastosowanie bojowe
- 1973 wojna Jom Kipur
- 1979–1989 radziecka interwencja w Afganistanie
- 1980–1988 wojna iracko-irańska
- 1990–1991 I wojna w Zatoce Perskiej
- 1991 Pucz moskiewski
- 1991–2001 wojny w trakcie rozpadu Jugosławii
- 1991–1992 wojna w Osetii Południowej (1991–1992)
- 1994–1996 I wojna czeczeńska
- 1999 II wojna czeczeńska
- 2003 II wojna w Zatoce Perskiej
- 2008 wojna w Osetii Południowej (2008)
- 2014 Wojna w Donbasie[potrzebny przypis]
- 2022 Inwazja Rosji na Ukrainę (2022)[5]

## W muzeach
BWP-1 jest eksponowany w: 

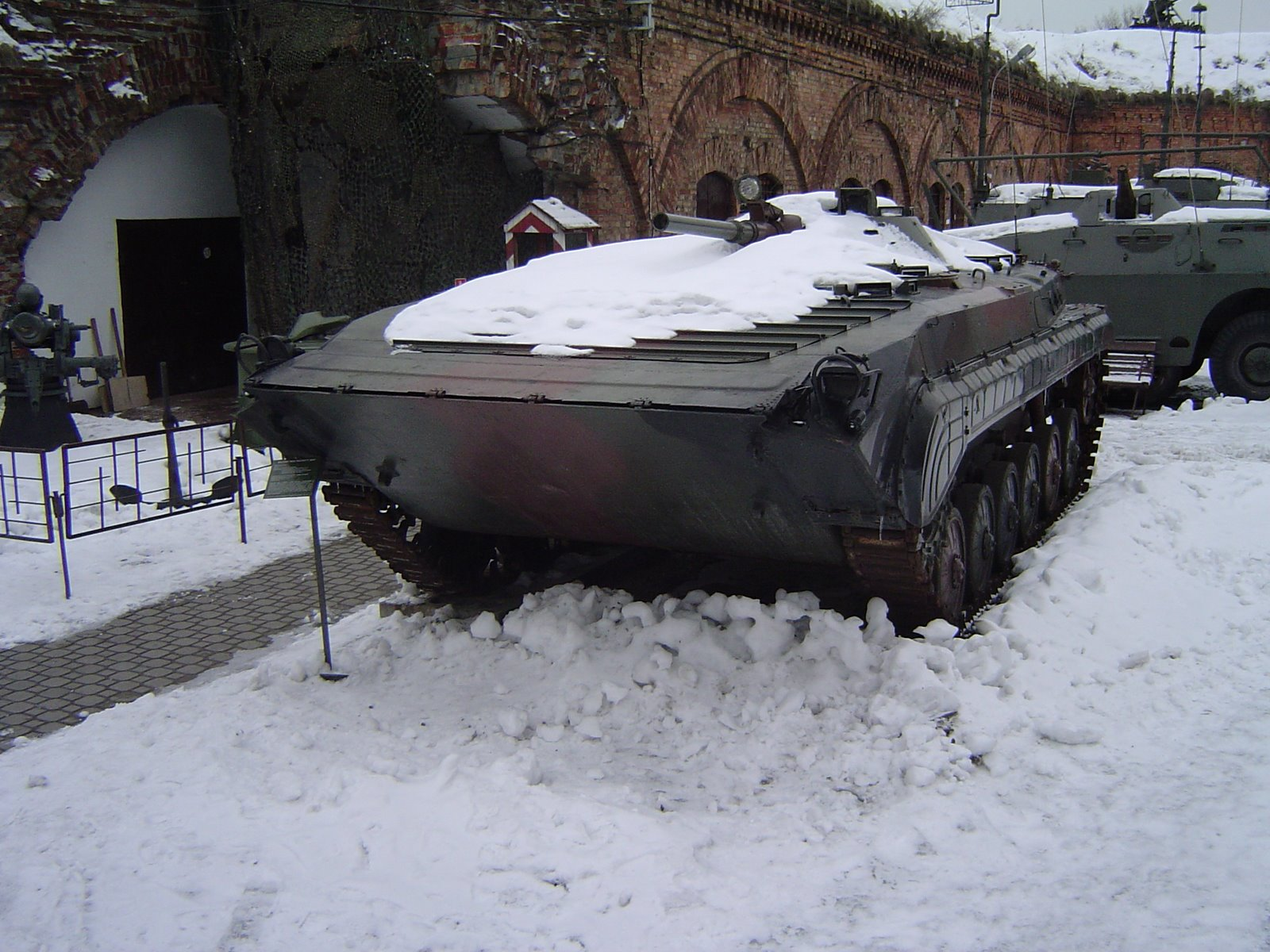
BWP-1 ze zbiorów Muzeum Wojska Polskiego w Warszawie

- BWP-1 ze zbiorów Muzeum Wojska Polskiego w WarszawieMuzeum Wojska Polskiego – na terenie oddziału Muzeum Polskiej Techniki Wojskowej,
- Muzeum Militariów ATENA w Skwierzynie – na terenie firmy pomoc drogowa Gorzów Wielkopolski,
- Muzeum Techniki Wojskowej w Zabrzu – egzemplarz sprawny, jeżdżący.
- Muzeum Techniki Wojskowej Gryf
- Muzeum Techniki Militarnej w Tarnowskich Górach